# El artista en su museo
El artista en su museo es un autorretrato realizado en 1822 por el artista norteamericano Charles Willson Peale (1741-1827). Al final de su carrera pintó siete autorretratos que formaron el último exponente de su arte. El artista en su museo es una pintura al óleo realizada en gran formato en dos meses, y es el más emblemático de la autorretratos de Peale.
Peale quiso acercar el arte y la cultura a la parte de la sociedad carente de educación formal estadounidense de sus días, por medio de museos conformados por piezas de diversos tipos.
En la obra se presenta el autor retratado ante las piezas de un museo compuesto por fósiles, animales disecados y otros objetos decorativos, que constituyeron el primer museo estadounidense.